# Physalis alvarisii
Physalis alvarisii är en potatisväxtart som beskrevs av Marselein Rusario Almeida och S.M.Almeida. Physalis alvarisii ingår i släktet lyktörter, och familjen potatisväxter. Inga underarter finns listade i Catalogue of Life.